# Walpole Highway
Walpole Highway är en civil parish i Storbritannien.   Den ligger i grevskapet Norfolk och riksdelen England, i den sydöstra delen av landet, 130 km norr om huvudstaden London. Antalet invånare är 685. Arean är 10,5 kvadratkilometer.
Terrängen i Walpole Highway är mycket platt.